# Mariana Malinovskaia
Mariana Malinovskaia (Kišinev, 24 febbraio 1975) è un'ex cestista moldava.

## Carriera
Con la Moldavia ha disputato i Campionati europei del 1997.